# Iglesia ortodoxa en América
La Iglesia Ortodoxa en América (en inglés "The Orthodox Church in America", OCA/TOCA) es una Iglesia canónica perteneciente a la comunión ortodoxa. La Iglesia es considerada como autocéfala por las Iglesias rusa, búlgara, georgiana, polaca y la checa y eslovaca de la Iglesia ortodoxa aunque no por el Patriarca de Constantinopla por temas jurisdiccionales. Reúne a cerca de 1 millón de fieles ortodoxos en todos los EE. UU. y sus Parroquias en la actualidad se encuentran ubicadas en Canadá, EE. UU. y México.
El 31 de marzo de 1970 a través de la Declaración de Autocefalía, el Patriarcado de Moscú de la Iglesia Ortodoxa Rusa otorgó la autocefalía a la Iglesia Ortodoxa en América con el cual le daba finalmente su autonomía y su actual denominación eclesiástica.
Su historia comenzó con la obra misionera de la Iglesia ortodoxa rusa en Alaska y las Islas Aleutianas. El 24 de septiembre de 1794 llegaron a la Isla Kodiak ocho monjes ortodoxos, dirigidos por el archimandrita Ioasef. La misión se convirtió en la "Diócesis de Alaska y las islas Aleutianas" el 10 de junio de 1870, tras la venta de Alaska a Estados Unidos. A finales del siglo XIX, el centro de la actividad de la Iglesia se trasladó al nordeste de los Estados Unidos cuando inmigrantes eslavos, procedentes de los Cárpatos y de Galitzia, volvieron a la Iglesia Ortodoxa abandonando la Unión de Brest, bajo el liderazgo del padre Alexis Toth (canonizado en 1994 por la Iglesia ortodoxa en América como San Alexis de Wilkes-Barre).
Como obispo de la diócesis entre 1897 y 1907, Tijon (Belavin) lideró el crecimiento de la Iglesia Ortodoxa en Estados Unidos. En reconocimiento de la expansión de la diócesis más allá de Alaska, solicitó del Sínodo de Moscú que se cambiase el nombre de la diócesis a "Diócesis de las Aleutinas y América del Norte". El cambio fue aprobado en febrero del año 1900.
En el año 1917, la Revolución rusa impidió casi totalmente la comunicación entre las Iglesias de Rusia y de Norteamérica. A comienzos de los años 1920, Tijon, por entonces Patriarca de Moscú, autorizó a todas las Iglesias Ortodoxas fuera de Rusia a gobernarse autónomamente hasta que pudieran reanudarse las comunicaciones. (Tijon murió en 1925, y fue canonizado por la Iglesia Ortodoxa Rusa en 1989).

## Autoridad Eclesiástica de la Iglesia Ortodoxa en América
Después de declarar la autonomía de la diócesis norteamericana (conocida como la "Metropolia") en febrero de 1924, el arzobispo Platon (Rozhdestvensky) se convirtió en el primer metropolitano de toda América y Canadá. Desde ese momento, el primado de la OCA ha sido conocido como Metropolitano de Toda América y Canadá, además de su papel como arzobispo de una diócesis de OCA. Cuando la OCA (entonces conocida como la Iglesia Católica Griega Ortodoxa Rusa en América del Norte) fue concedida la autocefalia por la Iglesia Rusa en 1970 (un acto no reconocido por todas las jurisdicciones ortodoxas), pasó a llamarse Iglesia Ortodoxa en América, y el gobernante Metropolitano se le concedió el título adicional de Su Beatitud.
En la actualidad tiene jurisdicción sobre todas las Iglesias Ortodoxas en todo el continente americano salvo donde esas Iglesias Ortodoxas están en comunión con Patriarca de Constantinopla.
El Santo Sínodo de Obispos es la autoridad suprema canónica de la Iglesia Ortodoxa en América (OCA). Incluye, como miembros votantes, a todos los Obispos de sus diócesis de la Iglesia. El Metropolita es el director ex officio del Sínodo. En caso de su ausencia, se elige un Director de entre los Obispos de sus diócesis que se encuentren presentes.
La dirección de la Iglesia Ortodoxa en América se da a través del Metropolita electo. En el año 2012, se eligió al Metropolita Tikhon Mollard-Marc Raymond Mollard quien sustituyó al Metropolita Jonah Paffhausen y el cual sigue hasta la actualidad.

## Elección del Metropolita de la Iglesia Ortodoxa en América
El Proceso de elegir al Primado de la Iglesia Ortodoxa en América ha ido evolucionando con el crecimiento y desarrollo de la Iglesia en el continente.
Durante más de un siglo después de que los primeros misioneros ortodoxos llegaron a Norteamérica desde Rusia en 1794 y hasta la Revolución Rusa de 1917, los obispos de la misión ortodoxa norteamericana -como todos los jerarcas de la Iglesia Ortodoxa Rusa- fueron nombrados por decreto del Emperador Ruso por recomendación del Santísimo Sínodo Gobernante, que funcionaba como un ministerio estatal. Este sistema había estado en vigor en la Iglesia Ortodoxa Rusa desde la abolición del cargo de Patriarca por el zar Pedro el Grande en 1721.
Por lo tanto, la primera elección de la Iglesia Ortodoxa en América ocurrió en 1919. El proceso de elecciones en la Iglesia Ortodoxa en América mientras como existe hoy se desarrolló gradualmente con el curso de varias elecciones, de los tentativos comienzos en el segundo Sobor Americano a un procedimiento cada vez más estructurado y refinado, que intenta reflejar la eclesiología y el orden canónico apropiado, para las elecciones de 1965, 1977, 2002, 2008 y 2012.
En preparación para la elección de un Primado, se distribuyen oraciones especiales que se agregan a cada servicio litúrgico a través de toda la Iglesia Ortodoxa en América. Con la elección de cada Primado, la Iglesia comienza una nueva era histórica, los jerarcas, el clero y los fieles oran fervientemente que el Espíritu Santo inspire al Concilio Americano para elegir un Primado digno para que la voluntad de Dios se cumpla en la Elección y en la vida de la Iglesia en los años venideros.
La elección del Metropolita se da inicialmente mediante votación de los delegados de los concejos y Obispos de la Iglesia Ortodoxa en América, de esta votación se elige un nombre si las 2/3 partes escogen un solo nominado. En caso de que esto no suceda se eligen los dos candidatos más votados y se envían al Santo Sínodo como los nominados por la Iglesia. El Santo Sínodo mediante votación elige a uno de estos dos candidatos para que sea el Primado de la Iglesia Ortodoxa en América.

## Conclusión
Desde la primera elección de Primado de la Iglesia Ortodoxa en América, ha habido un refinamiento gradual del proceso electoral. En las primeras elecciones hubo cierta incertidumbre en la búsqueda del procedimiento correcto para elegir un Primado, que se ajustaría a la Tradición universal de la Iglesia. Esas elecciones anticipadas fueron por voto del clero y delegados laicos por igual. Como no había todavía un Sínodo de Obispos en América del Norte, las dos primeras elecciones tuvieron que ser confirmadas por el Santo Sínodo en Rusia. Hasta que la clara definición , que desde entonces ha permanecido prácticamente inalterada, del procedimiento electoral en los Estatutos de 1955 y 1971, los procesos electorales utilizados en elecciones anteriores fueron generalmente ad hoc, elaborados justo antes de su implementación. El proceso actual en vigor desde 1955 permite que la voz de toda la Iglesia sea escuchada en la nominación de candidatos por voto de todo el Consejo Americano, que provee orientación para la elección por el Santo Sínodo de los Obispos.
Toda la Iglesia reunida invoca al Espíritu Santo en oración mientras el concilio se prepara para votar. Si hay un consenso sobre quién debe ser el Primado de la Iglesia expresado por una mayoría de dos tercios de votos en la primera votación por el consejo, sólo el nombre de ese candidato es sometido al Santo Sínodo. Si los obispos votan por rechazar a este candidato, deben dar una razón clara para hacerlo. Si ningún candidato recibe dos tercios del total de votos en la primera votación por el consejo, cada delegado del consejo debe escribir los nombres de dos candidatos en la votación para la segunda ronda de votación, dejando así la decisión final entre los dos primeros Candidatos a la jerarquía de la Máxima Autoridad en la Iglesia, el Santo Sínodo de la Iglesia Ortodoxa en América. En este proceso de nominación y elección en dos etapas, se espera que la selección del Primado pueda ser verdaderamente guiada por el poder y la inspiración del Espíritu Santo. Además, pretende reflejar la naturaleza dual de la estructura eclesial ortodoxa, que es a la vez jerárquica y conciliar.